# The Intruder (1962)
The Intruder (prt: The Intruder; bra: Eu Te Odeio) é um filme norte americano de 1962, dirigido por Roger Corman, basedo em um romance de Charles Beaumont, estrelado por William Shatner. Também chamado de Shame em lançamento nos EUA, e The Stranger no Reino Unido. A história retrata as maquinações de um racista chamado Adam Cramer (interpretado por Shatner), que chega à pequena cidade fictícia do sul de Caxton, a fim de incitar a violência racial de moradores contra a minoria negra da cidade.